# Macaca leonina
Macaque à queue de cochon du Nord
Espèce
Statut de conservation UICN

 VU  : Vulnérable
Statut CITES
Le macaque à queue de cochon du Nord (Macaca leonina) est un singe catarhinien de la famille des cercopithécidés.

## Description

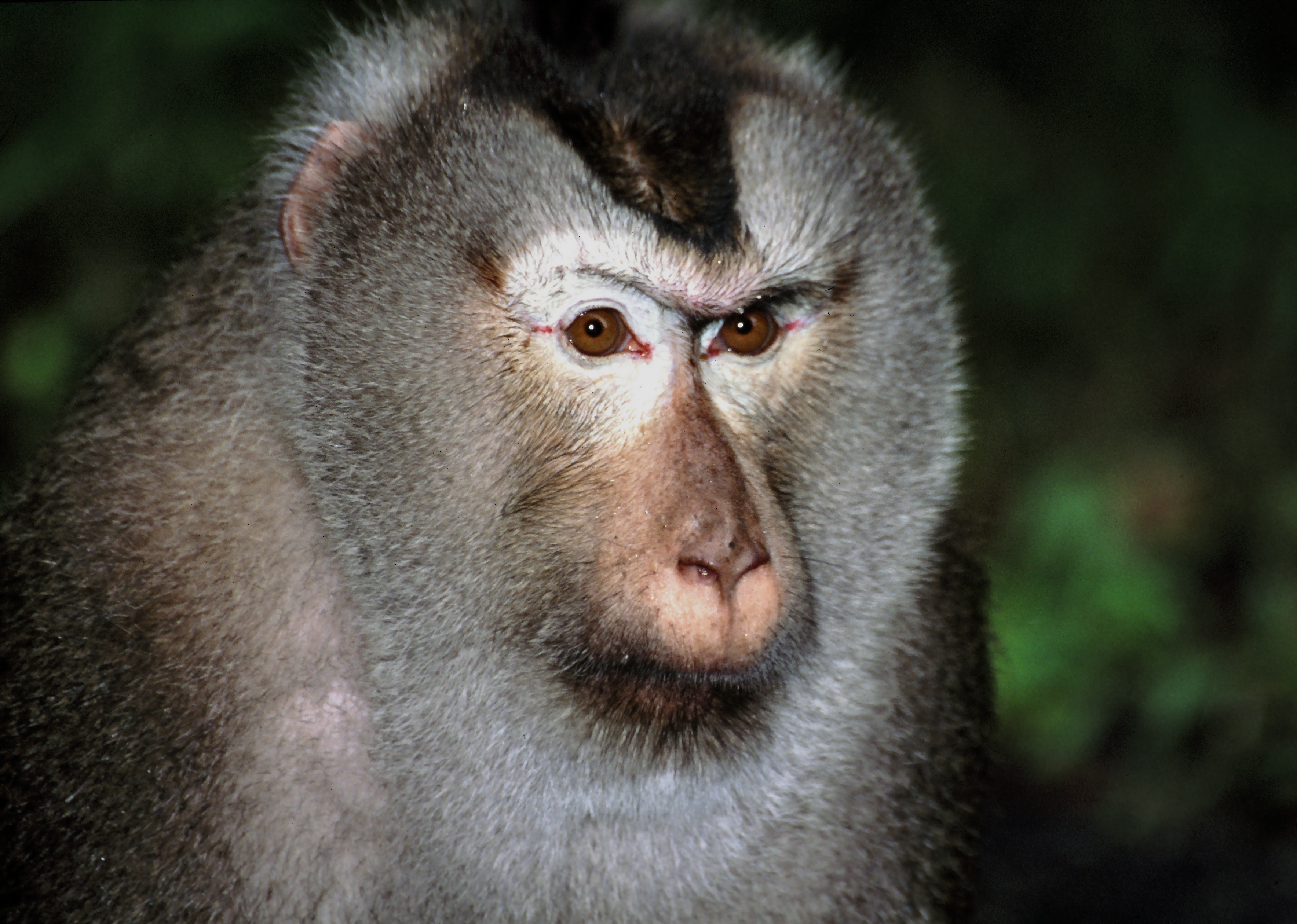
Macaca leonina ♂

Macaca leonina est un macaque trapu et puissant de couleur brun agouti à brun olive ou gris doré avec le ventre blanc, à queue courte et poilue. La queue est normalement pendante mais elle est dressée lorsque l'animal est fortement excité. 
Le dimorphisme sexuel est important avec des mâles plus gros que les femelles. Les mâles ont une large chevelure grisâtre autour du visage avec une tache concave et sombre sur la calotte faite de poils verticaux plus courts. Le visage nu est généralement rose mais bleuâtre au-dessus des yeux. Les mâles présentent cette zone bleue pour donner des signaux de menace en levant les sourcils. Des stries rouges sont parfois présentes entre l’œil et l'oreille. La crête supra-orbitale du crâne est discrète. Le bord postérieur de la dernière molaire supérieure présente une petite cuspide.
Les petits sont sombres, presque noirs, pendant les deux ou trois premiers mois avant de prendre la coloration adulte.
Il se distingue de Macaca assamensis et de Macaca mulatta par sa chevelure foncée et divisée composée de poils courts et par sa courte queue nue dressée et légèrement incurvée à la pointe, qui lui donne son nom vernaculaire de singe à queue de cochon.

### Mensurations

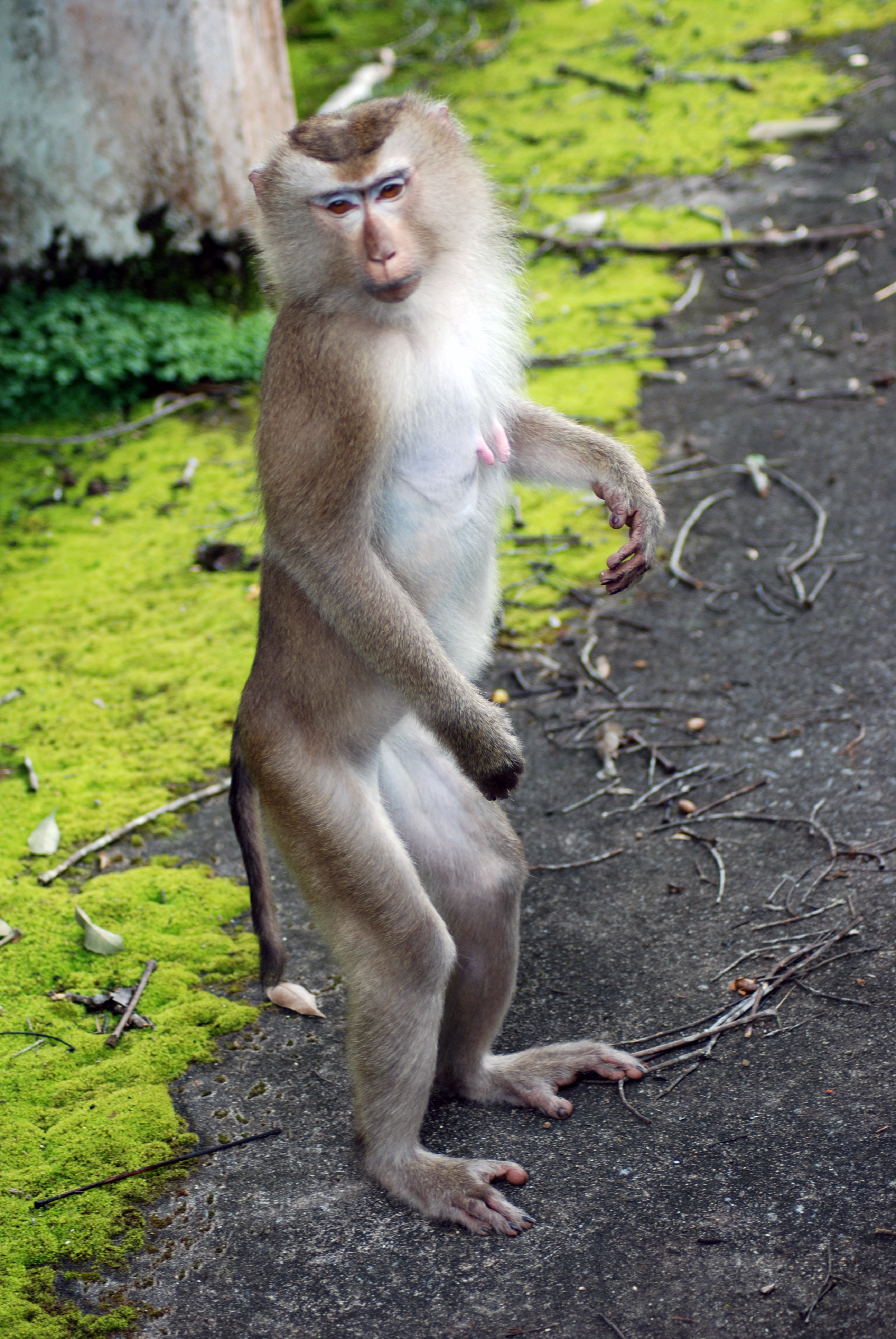
Macaca leonina ♀

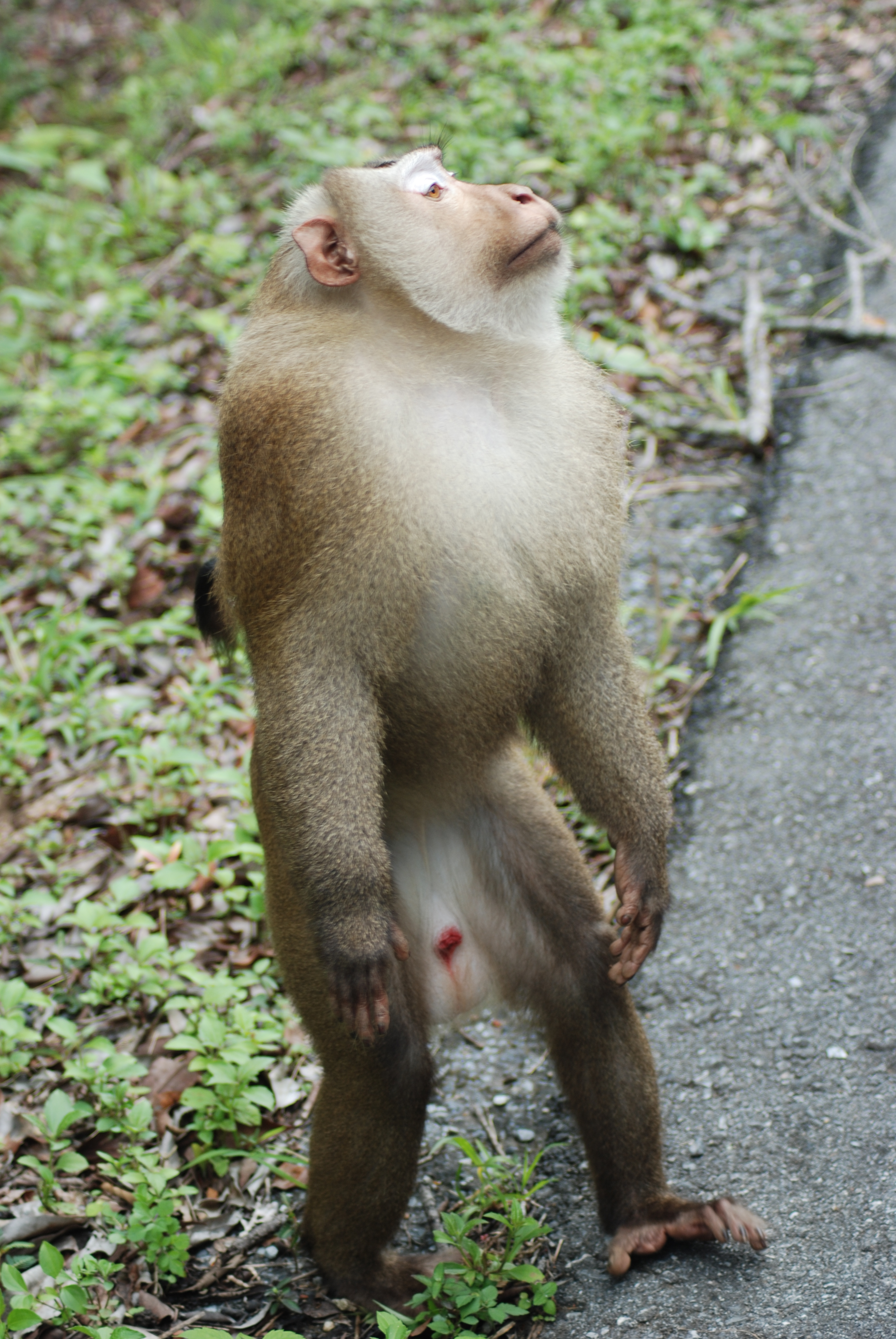
Macaca leonina ♂

Poids
- Espèce

4 à 16 kg,
- Mâle

6 à 15 kg
- Femelle

5 à 11 kg
Taille
- Longueur tête et corps :

430 à 620 mm,
- Plus grande dimension du crane :

111 à 142 mm
- Longueur de la queue :

120 à 180 mm

## Écologie et comportement
Macaca leonina est un animal diurne principalement arboricole. Il se nourrit dans les arbres mais se déplace principalement sur le sol,. Il vit au sein de groupes non territoriaux d'une trentaine d'individus qui passent la plupart de leur temps, hors période de reproduction, à se nourrir et à se toiletter. La surface de leur espace vital peut atteindre plusieurs kilomètres carrés.
Les individus semblent présenter une préférence manuelle.
Les mâles peuvent être agressifs et sont connus pour pouvoir tuer des chiens.
Cette espèce de macaque présente la faculté de débarrasser certaines espèces de chenilles de leurs poils urticants par friction sur un substrat approprié avant de les consommer.

### Nutrition
Macaca leonina est omnivore mais consomme une majorité de fruits,, comme Lagerstroemia flosreginae, Artocarpus chaplasha, Sapium baccatum, Anthocephalus cadamba ou Castanopsis indica et incorpore à son alimentation de nombreuses espèces de plantes. Il se nourrit également de feuilles et de pousses, de graines, d'insectes, de larves, d'oeufs de termites, d'araignées, de petits animaux comme de petits lézards, des grenouilles et d'œufs d'oiseaux qu'il consomme dans les arbres et des rats,. Il consomme également des tiges de bambou, des plantes grimpantes comme les orchidées épiphytes, des fleurs, de la gomme et de la terre probablement pour les minéraux qu'elle contient.
Ce macaque est un disperseur de graines efficace en termes quantitatifs et qualitatifs.
Cette espèce s’attaque aux cultures et en particulier aux champs de maïs et mange également de la canne à sucre. Des scientifiques ont toutefois observé qu'en mangeant les rats qui s'attaquent aux cultures de palmiers à huile, ils pouvaient jouer un rôle globalement positif pour ces cultures,.
Macaca leonina se nourrit de chenilles des familles Erebidae et Limacodidae des genres Macrobrochis,  Phlossa et Scopelodes.

### Biologie
Macaca leonina possède une vision binoculaire stéréoscopique trichromatique.

### Reproduction

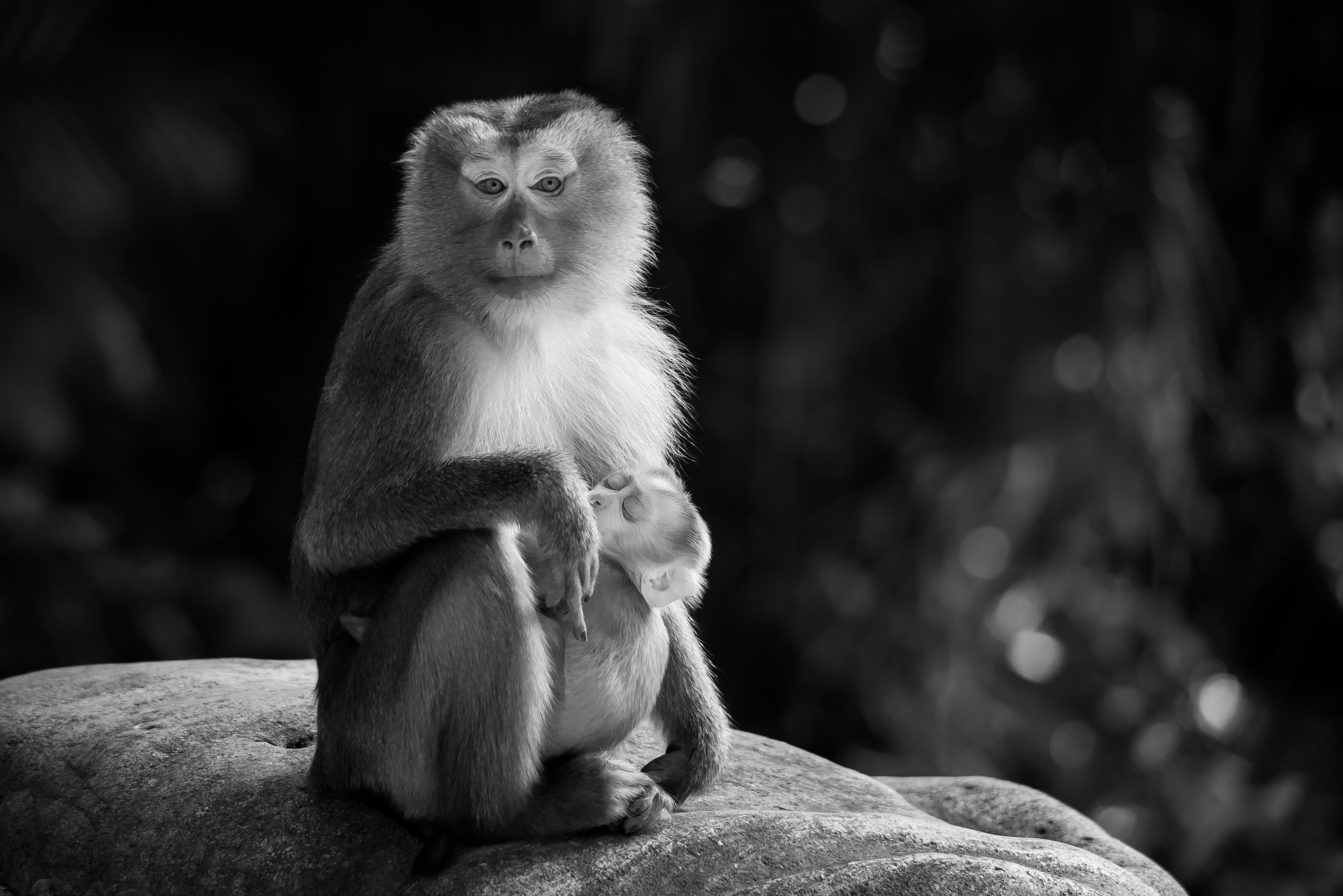
Mère et son petit

L’œstrus des femelles a lieu entre août et février. Pendant cette période elles ont la partie nue du postérieur qui enfle et devient rouge. Elles copulent à plusieurs reprises avec plusieurs mâles qui restent en suspension pendant l'accouplement leurs jambes s'appuyant sur celles de la femelle. La copulation dure moins de 18 secondes et s'achève par un faible aboiement du mâle. La femelle toilette le mâle après chaque accouplement.
Les femelles donnent naissance à un seul petit après 171, à 180 jours de gestation.

### Organisation sociale
Macaca leonina vit au sein de groupes à plusieurs niveaux hiérarchiques, composés de 30 animaux ou plus, qui couvrent un très vaste domaine vital de plusieurs kilomètres carrés. Lorsqu'ils sont dispersés les sous-groupes restent en contact avec de petits cris et des grognements. Lorsqu'ils sont alarmés, les animaux tombent des arbres et fuient sur le sol. Le ratio mâle femelle chez les adultes est biaisé en faveur des femelles généralement philopatriques.

## Habitat et répartition
Ce macaque habite les forêts tropicales et subtropicales sempervirentes et semisempervirentes sur des terrains vallonnés. Il se rencontre dans les forêts de basse altitude et de montagne jusqu'à 2 000 m, parfois dans les marécages et les forêts secondaires ainsi que dans des forêts de pins de basse altitude.
Il se rencontre en Asie du Sud-Est continentale,, notamment en Inde,,,,, au Bangladesh,,, en Birmanie,, au Vietnam,, au Cambodge, en Chine,,, au Laos et en Thailande,,.

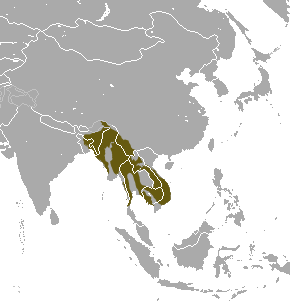
Aire de répartition du macaque à queue de cochon du Nord

## Systématique

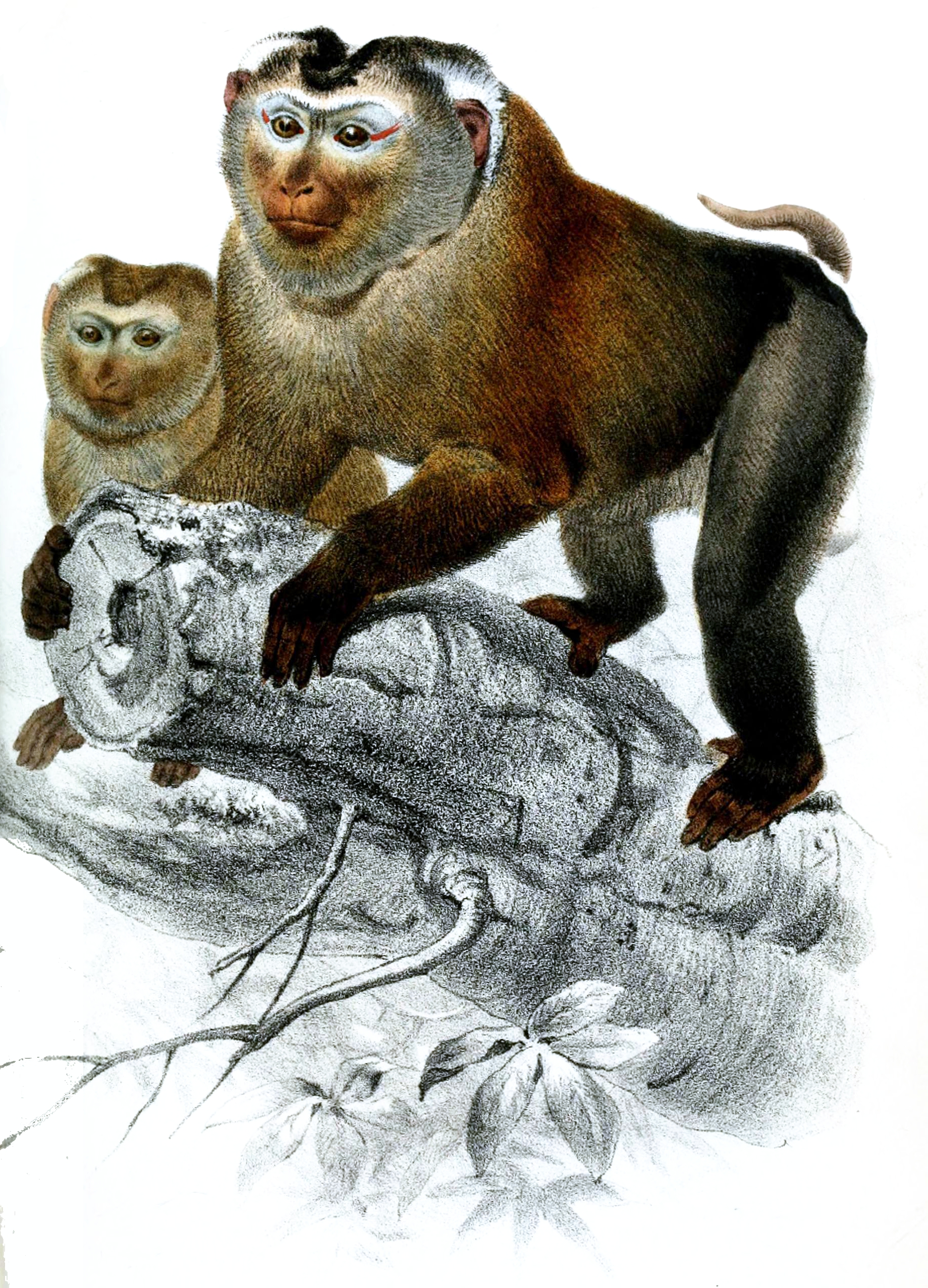
Macacus Leoninus (planche de 1870)

L'espèce Macaca leonina a été décrite par le zoologiste britannique Edward Blyth en 1863 sous le protonyme Innus leoninus.
Considéré comme une sous espèce de Macaca nemestrina (Linnaeus, 1766),, elle a été élevée au rang d'espèce par Groves en 2001,,, notamment sur la base d'indices génétiques,. Bien que des exemples d’hybridation sont observés,, les différences morphologiques entre Macaca leonina et Macaca nemestrina sont évidentes et regroupent le patch de la couronne, la couleur blanche du triangle au-dessus des yeux, la rayure rouge au bord externe des yeux, la couleur du pelage, la callosité ischiatique, la longueur de la queue et le port, la taille du visage et la longueur des membres chez les deux sexes,. Les schémas de gonflement et de rougissement de la peau du postérieur chez les femelles en œstrus sont également différents,,. De plus, Macaca leonina est essentiellement arboricole alors que Macaca nemestrina est principalement terrestre. La frontière de répartition géographique entre Macaca leonina et Macaca nemestrina, qui est partiellement sympatrique, se situe en Thaïlande dans la vallée reliant Surat Thani et Krabi (entre 8 et 9°30'N),.

### Nom vernaculaire
- Macaque à queue de cochon du Nord[1]

### Synonymie
- Innus leoninus Blyth, 1863 (protonyme)
- Macacus leoninus (Blyth, 1863)
- Macaca andamanensis (Bartlett, 1869)
- Macaca coininus (Kloss, 1903)
- Macaca adusta Miller, 1906
- Macaca insulana Miller, 1906
- Macaca indochinensis Kloss, 1919
- Macaca nemestrina blythii Pocock, 1931

## Macaca leoninaet l'Homme
Macaca leonina est utilisé comme animal de laboratoire notamment pour des recherches sur le Virus de l'immunodéficience humaine.
Cette espèce est considérée comme vulnérable du fait de la perte et de la fragmentation de son habitat, de sa chasse pour la viande,, de sa capture pour servir d'animal de compagnie et de sa population déclinante.